# Masahiro Teraoka
Masahiro Teraoka (寺岡 真弘 Teraoka Masahiro?), född 13 november 1991 i Kagawa prefektur, är en japansk fotbollsspelare.
Teraoka började sin karriär 2014 i Giravanz Kitakyushu. 2017 flyttade han till AC Nagano Parceiro. Han gick tillbaka till Giravanz Kitakyushu 2019.